# 銀盤カレイドスコープ
『銀盤カレイドスコープ』（ぎんばんカレイドスコープ）は、海原零による日本のライトノベル。また、これを原作とするメディアミックス作品である。イラストは鈴平ひろが担当。スーパーダッシュ文庫（集英社）より2003年6月から2006年11月まで刊行された。第2回スーパーダッシュ小説新人賞大賞受賞作。2005年8月に漫画化、10月にアニメ化、ラジオ番組化などのメディアミックスが行われた。

## あらすじ
桜野タズサは16歳の現役女子高生にして、日本屈指の実力を持つフィギュアスケート選手で、オリンピック日本代表候補の一人と言われている。だが、優れた素質と美貌だけでなく、高飛車な態度と毒舌家ぶりもまた一流であることから、マスコミでは「氷上の悪夢」と陰口を叩かれていた。
そんな彼女だが、ある日行われた国際大会で惨敗し、意気消沈して帰国する。東京で普段と変わらぬ学園生活を送っていた彼女の耳に突然、どこからともなく一人の少年の声が聞こえてくる。不審に感じ、辺りを見回したタズサであったが、声の主と思しき人物の姿はどこにもない。なんとその声はタズサの頭の中から響いてくるものだった。声の主の名はピート・パンプス、タズサが大会に出場したその日に事故死し、幽霊となって彼女に憑依してしまったカナダ人の少年だった。
しかも、タズサに憑依してから100日後、彼女が出場を目指しているトリノオリンピックのフィギュアスケート女子シングルの、競技が行われる日の深夜0時にならなければ成仏することができず、その間ずっとタズサと一心同体でいなければならないのだと言う。かくしてタズサは、ピートとの奇妙な同居生活に戸惑いつつもトリノ五輪へ向け、練習に学校にマスコミの取材にと、多忙な毎日を送ることになる。

## 登場人物

### タズサとその周辺人物
桜野 タズサ（さくらの タズサ）
声 - 川澄綾子
本作の主人公。
1989年9月10日生まれ。オリンピックの日本代表候補に挙がる程の実力を持つフィギュアスケーター。作中では16歳（2005年12月時点）から20歳（2010年4月時点）。アイスリンク「東京クリスタルガーデン」所属。専属コーチである高島優司の邸宅に妹と共に身を寄せている。
カトリック系の名門女子校の聖トゥーランド女子学園の高等部に通っているが、性格は高慢・高飛車で自らを「100億ドルの美貌」と称し、その生活態度は品行方正とはほど遠い。そのためマスコミや世間一般、さらにはスケート連盟からも「氷上の悪夢」と呼ばれ、目の敵にされている。また本番においてはクジ運が悪いことが多く、6点満点採点形式の時にはショートプログラムで基準となる1番になってしまい、後に滑るスケーターの得点が大幅に抑えられるという事態になってしまったこともある。趣味はアイスホッケーの観戦、漫画・アニメの鑑賞で特に『ONE PIECE』がお気に入り。
3巻以降ではオルガ、アレッサの引退に伴って、リア・ガブリエラ・ドミニクと共にトップスケーター「BIG4」の一人に名を連ねるまでになる。
マスコミ嫌いや歯に衣着せぬ物言いで世間では嫌われ者だが、クリスタルガーデンのアイスメイト、シンディ、ガブリエラ、リア、アレッサ、オルガ、ステイシーなどのスケーター仲間や、ジャッジ、フィギュア関係者からは相応の敬意を払われている。
主な戦績は、2004年世界ジュニア選手権女子シングル銅メダル、2006年トリノ五輪女子シングル4位、2006年世界選手権女子シングル銅メダル、2007年世界選手権女子シングル銀メダル、2008年世界選手権ペア銅メダル、2009年世界選手権女子シングル銅メダル、2010年世界選手権女子シングル金メダル。
『このライトノベルがすごい!』女性キャラクター部門では2005年版で6位を獲得している。
ピート・パンプス
声 - 吉野裕行
タズサになぜか100日間憑依することになってしまったカナダ人の幽霊。アニメでアビエイター（飛行機乗り）だった。16歳没。死因は小説ではコロラドで落雷の直撃を受けたため、アニメではモントリオールで操縦していた小型飛行機が墜落したためとなっている。ピートに憑かれたことによってタズサは日常生活で見聞きしたことが彼に筒抜けとなり、その結果プライバシーが全くと言っていいほどなくなってしまった。そのためタズサはピートの事を最初「悪霊、寄生虫」などと言って毛嫌いしていたが、数々の苦難に遭遇する度に彼に励まされるうち、しだいに心の支えとなっていく。勉強嫌いなタズサに比べ、そこそこ頭が良い。トマトが大の苦手。
高島 優司（たかしま ゆうじ）
声 - 小杉十郎太
アイスリンク「東京クリスタルガーデン」の専属コーチで、タズサが5歳の頃にその才能を見出し、以来ずっと指導している。優しく温厚な人柄で、タズサにとって最大の理解者。高級外国車が何台も並ぶ大邸宅で長きに渡り「独身貴族」を貫いていたが、トリノオリンピック終了後に電撃結婚した。風貌は小説、漫画、アニメで全て異なる。
タズサがトリノ五輪で活躍してからは海外からもスケーター達が集まる名コーチとして有名になった。
三代 雪江（みしろ ゆきえ）
声 - 鈴木弘子
日本スケート連盟強化部長で監督。30年ほど以前は自らもフィギュアスケーターだった。
いつも高価な洋服や強い香水、派手な貴金属類を身に着けてセレブを気取っている。漫画・アニメ版で先に容姿が明らかになった。
タズサに匹敵する程の減らず口の持ち主で、彼女に会うたび挨拶代わりに嫌味を放つため、タズサからは「イヤミ3代（-さんだい）」と呼ばれている。しかし、監督としての仕事には私情を挟むことはなく、スケート選手を性格の善し悪しや世間の評判ではなく純粋に実力で判断するという強い信念を持っている。
トリノ五輪後も健在で、相変わらず連盟では多大な発言力を持っている。2008年には「ペアに転向した桜野タズサはメダルを取れるのか？」という記者の質問に対して大笑いし、もしタズサがメダルを取ったら（ただでさえすごい）化粧を倍増すると約束。変貌を遂げたタズサが本当にメダルを取ってしまったため、その口約束をちゃんと守り化粧を倍増、そして付いたあだ名が「マダムギャラクシー」。彼女を尊敬しているヨーコをして「良識を超えた」、普段からイヤミを交わす間柄であるタズサからは「もみの木」と呼ばれ、スケート界の大物達もお世辞一つ言えないような格好になってしまった。権威ある雑誌の栄えある「ナイトメリッシュドレッサー（悪夢のような装い）賞」に、スケート会からは初めて全会一致の5秒で選出された。
桜野 ヨーコ
声 - 斎藤千和
タズサの7歳年下の妹。小説版の第4巻の主役。タズサと同じ東京クリスタルガーデンの年少クラスに在籍する。性格は姉と同様かなり生意気で、タズサを呼ぶときに「姉貴」「タズ姉」どころか「タズサ」と呼び捨てにすることもある。
しかし、その素顔はスケートの才能に恵まれた姉に極度のコンプレックスを抱く悩み多き少女。同世代に神尾来夢という強力なライバルがいるため、未だに「チェリー」（一度も表彰台の頂上に上ったことがない）。
小説第4巻で同じリンクに通う遠山秀悟と恋人同士となる。
主な戦績は、2008年東京選手権女子シングル（ノービス）4位、2008年全日本ノービス選手権女子シングル銀メダルなど。
本城 ミカ（ほんじょう ミカ）
声 - 井上麻里奈
タズサの10年来の親友。タズサと同じ聖トゥーランド女子学園高等部の生徒で、東京クリスタルガーデンでのアイスメイトでもある。服のデザインにおける類稀なる才能を持ち、タズサの演技用コスチュームも手がけている。やや天然が入っておりトラブルの引き金となるようなことをそうとは気づかずに口走ってしまうことがあるのが玉にキズ。
新田 一也（にった かずや）
声 - 千葉一伸
タズサに取材を申し込んだフリーのスポーツライター。マスコミ嫌いなタズサが快く取材に応じる数少ない相手。後にタズサの自伝『銀盤カレイドスコープ』を執筆。トリノ五輪後には「桜野の取材といったらこの人」と言われるまでになる。
小説では気弱で影の薄い人物だったが、アニメでは煙草をよく吸う積極的で気取った感じの優男に容姿・性格が変更され、また至藤響子に好意を持っている。
桜野 ミイ
声 - 木川絵理子
タズサとヨーコの母親。非常に活動的で一年中世界各地で登山に没頭しており、タズサ達とはめったに会わない。その自由奔放すぎる性格が災いしてか夫である資産家・野村とは数年前に離婚し、絶縁状態。しかし実家の桜野家が地元の長野県でもかなり裕福な家庭であるため、二人の娘には経済的な不自由はさせていない。
エフゲーニャ・ジルキレフト
世界的に有名なロシア人女性コーチ。2004年世界ジュニア選手権で好成績を収めたタズサに才能を見出し、彼女のためにヨハン・シュトラウス2世のワルツやパブロ・デ・サラサーテのツィゴイネルワイゼンの曲を使用したプログラムを作成した。

### ライバル選手
至藤 響子（しとう きょうこ）
声 - 村井かずさ
日本のトップ選手。資産家の令嬢として育った。作中では23歳（2005時点）から28歳（2010時点）。神楽坂アイスアリーナ、横浜ワンダーランド、リンドヒル・アイスリンク所属。小説版の第6巻の主役の一人。タズサとは逆に本音を語らず、人付き合いが得意なためタズサより人気は高い。
1998年長野五輪では国内4〜5番手で惜しくも代表に選ばれず、2002年ソルトレイクシティ五輪では選ばれながらも直前にA型肝炎を患い欠場。涙を呑んだ。
2005年には、たった一人分しかない2006年トリノ五輪女子シングル出場枠を賭け、NHK杯と全日本選手権の2大会でタズサと対決。世間的には至藤有利と見られていたが、才能・積極性に劣るとして代表には選ばれなかった。実力を持ちながらも五輪に出られないことから、日本メディアからは「悲劇の女王」と呼ばれるようになる。
しかしその後も活躍を続け、タズサとドミニクがペアに転向した2008年の世界選手権では好成績を収め、ステイシーと共に強豪ベテランの地位を確立する。悲願だった五輪にもバンクーバー大会で出場し、観客がスタンディングオベーションでドレミの歌を大合唱するという異例の演技で会場を盛り上げた。
主な戦績は、2004年世界選手権女子シングル6位、2008年世界選手権女子シングル銅メダル、2009年世界選手権女子シングル6位、2010年バンクーバー五輪女子シングル5位、2010年世界選手権女子シングル4位、その他の世界選手権でも出場したすべての大会で常に10位以内。
リア・ガーネット・ジュイティエフ
声 - 能登麻美子
14歳にしてフィギュアスケート界の頂点に昇りつめたロシアの天才少女。本名はリア・ジュイティエフで「ガーネット」は1月生まれの彼女の誕生石である柘榴石に由来する愛称。スケーティングのモデルはロシアの2大男性フィギュア選手であるエフゲニー・プルシェンコ＋アレクセイ・ヤグディンで、ヴィジュアルのモデルはアニメキャラクターのセーラーサターン。
リンクの外ではまるで人形の如く表情を変えないが、一度リンクの上に立つと人が変わったように表情豊かになる。
BIG4の1人でその中でも飛びぬけた実力を持つ。スケートを始めた5歳の頃、初めて出た10歳未満の大会で3位。その1年後、同じ大会で2位を取った後は10年以上1度も頂点から落ちたことがない「女帝」。
「生ける伝説」、「あらゆる全ての競技を含めて、史上もっとも傑出した女性アスリート」、「たとえ地球上の全ての女の子が、幼い頃からフィギュアスケートを習ったとしても、彼女には誰も勝てないだろう」と評されるほどの圧倒的な演技能力は、過剰なまでの自信を持つタズサが唯一憧憬・恐縮の念を抱く相手である。
タズサのことを自分と近しい唯一の存在と思っていて、友好関係を保っていたが、タズサが打倒リア宣言をしたことからすれ違ってしまう。
主な戦績は、2004年世界ジュニア選手権女子シングル金メダル、2006年トリノ五輪と2010年バンクーバー五輪女子シングル2連覇、2005年から2009年まで世界選手権女子シングル5連覇、2010年世界選手権女子シングル銀メダルなど。
ガブリエラ・パピィ・ポッゾ
声 - 黒河奈美
タズサの3つ年上で、ポニーテールが良く似合うイタリアの少女。愛称はガブリー。BIG4の1人でリアに次ぐ実力を持つ。モデルはイタリアの女性フィギュア選手であるフーザル＝ポリ。
2006年冬季オリンピックの開催地であるトリノの出身。無邪気で明るくユーモアがあり、誰にでも気さくに接する人柄の持ち主。勝敗に関わらず常に心からの笑顔である事から「聖女」の名で呼ばれ世界的に人気が高い。
トリノ五輪後もリア以外の女子では初めて4回転を飛ぶなど、「リアを負かすことができるかもしれない人物」と世間に過剰の期待をかけられる。一時は弱音を吐いてタズサに助けられるものの、その後は聖女としての貫禄を持ち直し、2010年の世界選手権では転倒して頭から壁に激突するも、血だらけのまま壮絶な演技を続け、潰されてしまったタズサの心に再び火をつける。
主な戦績は、2004年世界選手権女子シングル銅メダル、2006年トリノ五輪女子シングル銀メダル、2006年世界選手権女子シングル銀メダル、2008年世界選手権女子シングル銀メダル、2009年世界選手権女子シングル銀メダル、2010年バンクーバー五輪女子シングル銅メダル、2010年世界選手権女子シングル銅メダル。
ドミニク・ミラー
声 - 岡本麻弥
アメリカ出身のフィギュアスケーターでBIG4の1人。愛称はドーラ。モデルはフランスの女性フィギュア選手であるレティシア・ユベール。小説版の第6巻の主役の一人。至藤響子とは同じボニー・レイニオコーチに師事していた縁で仲が良い。
タズサの1つ年上で、タズサとは以前開催された世界ジュニア選手権で口論となって以来ずっと犬猿の仲。互いに顔を合わせる度に火花を散らせている。他人（要するにタズサ）を見下したような態度を取り、お世辞にも親切とは言えない性格だが、その一方で敬虔なクリスチャン（キリスト教徒）でもある。
トリノ五輪でタズサに負けて以来、大きな大会ではほとんどタズサの後塵を拝したが、2010年のバンクーバー五輪では復活の演技を見せた。その後引退してプロに転向した（ちなみにフィギュアスケートの世界ではアマチュアしかオリンピックや世界選手権に出場できない）。
主な戦績は、2004年世界ジュニア選手権女子シングル銀メダル、2005年世界選手権女子シングル銅メダル、2006年トリノ五輪女子シングル6位、2006年世界選手権女子シングル4位、2007年世界選手権女子シングル銅メダル、2008年世界選手権ペア5位、2009年世界選手権女子シングル4位、2010年バンクーバー五輪女子シングル銀メダル。
オルガ・モトコワ
声 - 木川絵理子
ロシア代表。モデルはロシアの女性フィギュア選手であるオルガ・マルコワ。
やや浮世離れしたところがある27歳（2005時点）。タズサ曰く「眠そうな」、キャンディ曰く「どこに焦点が合っているかわからない」目をしている。
柔らかい体を生かした独特の演技で世界選手権を3度制したが、トリノ五輪後はプロへと転向し第一線を離れた。しかしプロになってからもアイスショーなどで活躍し、ステイシーやアレッサなどの同世代だけでなくタズサなどとも仲が良い。
主な戦績は、世界選手権女子シングル金メダル3つ、2004年世界選手権女子シングル銀メダル、2005年世界選手権女子シングル6位、2006年トリノ五輪女子シングル7位など。
アレッサ・デュブリエ
アメリカ代表。オリンピック前大会金メダリストの「女王」。モデルはアメリカの女性フィギュア選手であるアンジェラ・ニコディノフ。
トリノ五輪で2連覇を狙うも、女帝リアや予想外の実力を見せたタズサに圧倒されトップの座を失う。その後はオルガと同様プロとなり現役を引退、タズサからは「皇太后」と呼ばれるようになる。自他ともに認める派手好きで、ゴージャスな装いでする演技が特徴。
主な戦績は、2002年ソルトレイクシティ五輪金メダル、世界選手権女子シングルで2003・2004年の2連覇を含む金メダル3つ、2005年世界選手権女子シングル銀メダル、2006年トリノ五輪女子シングル5位など。
ステイシー・ラングローブ
カナダ代表で、BIG4に引けを取らない実力を持つ。モデルはカナダの女性フィギュア選手であるアナベル・ラングロワ。同じカナダ出身のピートは彼女のファン。『ルパン三世』など日本のアニメが好きでタズサとも話が合う。
小柄ながらも豊満な肉体を武器に色気に凝った演出をすることも多く、ステイシーマニアと呼ばれるコアなファンを持つ。バンクーバー五輪の後に31歳になったが、その後も現役。自分の誕生日が世界選手権の直前にあるのがコンプレックスだが、30歳過ぎてからは開き直って自分からよくネタにしている。
主な戦績は、世界選手権女子シングル最高2位、2006年トリノ五輪女子シングル銅メダル、2008年世界選手権女子シングル4位、2009年世界選手権女子シングル5位、2010年バンクーバー五輪女子シングル4位、2010年世界選手権女子シングル5位など。

### トリノ五輪編後に登場する人物
オスカー・ブラックパール
2006年に渡米したタズサが氷上仮面舞踏会で出会った青年。19歳のペアスケーター。ブラックパールの名の通り、黒真珠のような緑がかった黒い瞳を持つ。理由あってペアのスケーティング経験が全くないタズサと組むことになる。律儀で一度決めたことを途中で投げ出せない性格。タズサより一歳年上だが意外と純情なところがあるため、彼女からよく「ボーヤ」呼ばわりされる。
主な戦績は、2008年世界選手権ペア銅メダル、2010年バンクーバー五輪ペア6位。
シンディ・ストラップ
オスカーのパートナーの少女。18歳。明るい性格でタズサとは出会って間もなく親友同士となる。交通事故により右足を負傷し来シーズンの出場が叶わなくなってしまったため、その代役をタズサが引き受けることとなる。
主な戦績は、2010年バンクーバー五輪ペア6位。
シャナハン・スタージェス
オスカー、シンディ、そして渡米したタズサが所属するアイスリンク「ベルベットLAシルバーコート」のコーチ。口数が少なく、必要最低限のアドバイスで選手を指導することができる世界的に有名なコーチ。普段は落ち着いているが極度の恐妻家であり、妻に呼び出されるととたんに大慌てする。
ゲイリー・ハイアット
タズサに対抗してペアに転向したドミニクのパートナーとなった男性。オスカーより遥かに高い実績を持ち、世界選手権の銀メダルを獲得したこともある。
高島 瞳（たかしま ひとみ）
声 - 田中千秋
トリノ五輪後に結婚した高島コーチの新妻。旧名は矢野瞳（やの　ひとみ）。コンピュータ関連企業でシステムエンジニアとして働くキャリアウーマン。タズサ、ヨーコにとって母親もしくは歳の離れた姉のような存在でもある。
高島コーチとの出会いは友人の結婚式（彼女が新郎の、高島コーチが新婦の友人だった）。
新婦が投げたブーケが明後日の方向に飛んで行き、それを追い走ったがブーケは高島の胸元にすっぽり収まってしまい、彼女は高島を押し倒してしまう。
そこで高島に「俺と結婚する？」と聞かれたことがきっかけで結婚することになった（この話をタズサにせがまれ話したときは彼女に大爆笑されていた）。
アニメ版では、高島コーチとタズサの熱愛報道を否定するためにトリノ五輪前に登場した。
ジョン
リアの代理人。リアが信頼を置く数少ない人物の一人。リアのことをまるで娘か孫のように思っている。
執事然とした佇まいだが、タズサにお金の使い道がなくて困っていると相談するなど意外と気さくな性格。
遠山 秀悟（とおやま しゅうご）
クリスタルガーデンに所属する少年でヨーコのアイスメイト。ヨーコより3歳年上の15歳（2008年時点）。タズサに強く憧れている。やや生意気で軽い性格だが割と頭は良く、ヨーコに勉強を教えたり、ある程度英会話もできる。ヨーコは6歳のとき初めて秀悟と出会い、そのときから彼のことが好き。
神尾 来夢（かみお らいむ）
2008年日本のノービスクラスで最高の実力を誇る少女。ヨーコと同い年の12歳（2008年時点）。アイスリンク「パレット赤羽スケートクラブ」所属。大会ではいつもヨーコを負かせている。
最初は事情がありヨーコとの仲が悪かったが、打ち解けたあとは良きライバルとなっている。
主な戦績は、2008年東京選手権女子シングル（ノービス）金メダル、2008年全日本ノービス選手権女子シングル金メダルなど。
三枝 竜二（さえぐさ りゅうじ）
来夢のコーチで、日本スケート連盟の大物。タズサに好感を持っていない「良識派」の一人。来夢を将来タズサに取って代わる存在にすると宣言した。
坂本（さかもと）さん
東京クリスタルガーデンに所属するスケーター。通称ガーデンのアネゴ。
キャンドル・アカデミア
2008年世界ジュニア選手権女子シングルのチャンピオンにしてイギリスが誇る15歳の世界的アイドル。愛称はキャンディ。小説版の第5巻の主役の一人。芸能活動のために訪れた京都で偶然タズサと出会って意気投合し、高島邸に滞在することとなる。目立ちたがり屋で周囲から注目されることに無上の喜びを感じる。
価値観の相違からタズサにスケート勝負を挑んだが惨敗し、その後プレッシャーや恐怖を覚えて2009年の世界選手権では精彩を欠いたものの、2010年のバンクーバー五輪では復活して上位入賞する。
主な戦績は、2008年世界ジュニア選手権女子シングル金メダル、2010年バンクーバー五輪女子シングル6位、2010年世界選手権女子シングル6位。
エアー・ウッド
22歳の人気ロックミュージシャンにしてキャンディの義理の兄（母親の再婚相手の息子）。テレビ番組の収録中に出会ったタズサに一目惚れする。
デイブ・ピガロ
キャンディの元コーチ。キャンディが7歳の頃、その才能を見出した。以来長く彼女を指導してきたが、キャンディの過剰な芸能活動に反対し、シニアグランプリシリーズへの出場を許可しなかったため一時期はキャンディとの師弟関係は解消された。
しかしタズサに負けて色々考えたキャンディに請われ、再び指導することになる。
ジェニー・ミケルソン
キャンディの中学時代の同級生。当時13歳の若さにして売れっ子の女優であり、学校一の人気があった。彼女への嫉妬からキャンディは芸能界デビューを決意した。
ヤナ
本名は不明。日本のライターで、キャンディの取材をしている。
至藤 妙子（しとう たえこ）
元フィギュアスケーターで至藤響子の母親。旧姓は小金沢。自分はそこまで有名な選手ではなく、鳴かず飛ばずのまま引退した。しかしその夢を娘に押し付けて虐待同然の練習をさせていた。
赤坂 京介（あかさか きょうすけ）
神楽坂アイスアリーナのコーチで、長年響子を指導していた。
谷村（たにむら）先生
響子の小学生時代の担任。練習で遊ぶ暇もない響子を修学旅行に行かせるために尽力した。
ゴリラ
本名は不明。響子の小学生時代のクラスメイトでガキ大将。修学旅行で響子に枕で叩かれてから女性恐怖症になったが、彼女のことが割と好きで今でもファン。大人になると小学生時代とは打って変わってハンサムになった。
サトラ・グローバー
1998年長野オリンピックの女子シングルで銅メダリストのフィギュアスケーター。ドミニクに「神は努力したものを救う」と言って彼女の人生に大きな影響を与えた。引退後は各地を精力的にまわり、子ども達に夢をあたえている。現役時代はボニーに師事していた。
レイチェル
ドミニクの恩人である運送会社の運転手。のちに社長になる。
ボニー・レイニオ
至藤響子が渡米してからのコーチ。以前はサトラやドミニクのコーチもしていた。
選手の成績・才能の優劣に関係なく分け隔てなく接するコーチングで評価が高い。
マット・ジェイコブス
ドミニクがボニーの元を離れてからのコーチ。
ボニーと違い、成績が優秀な選手にコーチングの時間を割く。
桑 早百合（くわ さゆり）
至藤響子以前の日本フィギュア界のエース。
安友 鞠（やすとも まり）
かつて至藤響子と五輪代表を争ったフィギュアスケーター。ベテランになってからもフィギュアに対する情熱的な姿勢が好まれ、日本では未だに人気が高い。
ジェームズ・ボイド
月刊スケートピアのスケーターインタビューなどを担当している有名ライター。別名「タブー知らずのジェームズ」。キャンディのファン。
フィギュアスケーターとも友好関係が広い。空港で迷子になったタズサを「タズサ・ノーウェイアウト・サクラノ」と風刺したため、タズサにその30倍イヤミを言われた可哀想な人。
堂島 瑞樹（どうじま みずき）
タズサの代理人で40代の女性。
ホストクラブが大好きでいつも莫大な額を散財している。タズサをからかうのが趣味で、それにキレたタズサにクビをちらつかされた回数は数え切れない。
愛炉（あいろ）
堂島お気に入りのホスト。堂島にホストクラブナンバー1に育ててもらったことで恩義を感じている。
タズサに70万貢がせたこともある。
キプコスケイ
ケニア人のマラソンランナー。堂島の冗談を真に受けてタズサに惚れている。
マイヤ・キーフラ
リアのコーチ。モデルはロシアの元フィギュア選手で現コーチのタチアナ・タラソワ。リアが5歳の頃から教えていたが、リアが独立した後は隠居した。のちにタズサに請われ、そのコーチとなった。
求めるレベルがとても厳しく、クロカンコースを50分以内に走って帰って来ないとスケートの練習すらさせてくれない。
森永 麻紀（もりなが まき）
タズサと響子のおかげで3枠に広がった日本のバンクーバー五輪出場枠の最後の1席を獲得した新進気鋭のスケーター。クリスタルガーデンに所属するタズサの後輩で、タズサとも仲がよい。
試合前にトイレに篭もる習性がある。
サーシャ
マイヤの元で特訓を始めたタズサが出会ったユリスク町に住む12歳の少年。本名はアレクサンドル・コランスキー。
バンクーバー五輪でどん底に落ちたタズサを最後まで励ました人物。タズサに惚れている。
ターニャ
サーシャの友達衆で一番背が高い女の子。本名はタチアナ・ブギナ。
サーシャのことが好きでクリスマスに告白したが、タズサが好きだと言われ断られる。
オクサナ、アリーナ、イワン
サーシャの友達。
ロブコフ知事
ヴォログダ州の州知事。ユリスク町営アイスリンクの取り壊し反対に来たタズサの対応に当たった。
融通の利かない性格をしているが、取り壊しが決まった町営アイスリンクの跡地に、州立アイスリンク「アイランド・オブ・プリンセスタズサ」を建てるなど小粋な計らいをする人でもある。

## 既刊一覧

### 小説
- 海原零（著） / 鈴平ひろ（イラスト） 『銀盤カレイドスコープ』 集英社〈スーパーダッシュ文庫〉、全9巻
  1. 「ショート・プログラム：Road to dream」2003年6月30日第1刷発行（6月25日発売[7]）、ISBN 4-08-630132-6
  2. 「フリー・プログラム：Winner takes all?」2003年6月30日第1刷発行（6月25日発売[8]）、ISBN 4-08-630133-4
  3. 「ペア・プログラム：So shy too-too princess」2004年1月30日第1刷発行（1月23日発売[9]）、ISBN 4-08-630167-9
  4. 「リトル・プログラム：Big sister but sister」2005年2月28日第1刷発行（2月25日発売[10]）、ISBN 4-08-630224-1
  5. 「ルーキー・プログラム：Candy candy all my rules」2005年9月30日第1刷発行（9月22日発売[11]）、ISBN 4-08-630255-1
  6. 「ダブル・プログラム：A long, wrong time ago」2005年11月30日第1刷発行（11月25日発売[12]）、ISBN 4-08-630267-5
  7. 「リリカル・プログラム：Be in love with your miracle」2006年6月30日第1刷発行（6月23日発売[13]）、ISBN 4-08-630302-7
  8. 「コズミック・プログラム：Big time again!」2006年11月30日第1刷発行（11月25日発売[14]）、ISBN 4-08-630326-4
  9. 「シンデレラ・プログラム：Say it ain't so」2006年11月30日第1刷発行（11月25日発売[15]）、ISBN 4-08-630331-0

### 漫画
小説版と同じ集英社が刊行している漫画雑誌『マーガレット』の2005年18号（9月20日号、8月20日発売）から連載を開始。原作1、2巻のタズサとピートの出会いから別れまでを中心に描く。
単行本
- 海原零（原作） / 鈴平ひろ（キャラクター原案） / 長谷川潤（作画） 『銀盤カレイドスコープ』 集英社〈マーガレットコミックス〉、全2巻
  1. 2006年1月発行、ISBN 4-08-846023-5
  2. 2006年5月発行、ISBN 4-08-846058-8

## アニメ
トリノ五輪直前の2005年10月から12月にかけてテレビ東京・テレビ大阪・アニメシアターX（AT-X）で放送された。全12話。漫画版と同じく、原作1、2巻のタズサとピートの出会いから別れまでを中心に描く。アジアの日本アニメ専門チャンネルでは以前「Rink of Glory」というタイトルで放送されていたが、2008年6月現在は日本のタイトルをアルファベット表記にした「Ginban Kaleidoscope」というタイトルに変更されている。
DVD全6巻は本来2006年1月から順次発売予定であったが、最終的には2006年7月より発売を開始した。

### スタッフ
- 原作 - 海原零[3]
- 監督 - 高松信司（「タカマツシンジ」名義）[3]
  - 最終話では高松がクレジットを拒否し、絵コンテもノンクレジット、演出にはAlan Smi Theeが表記され、海原が苦言を呈する騒動に発展した[16][出典無効]。
- シリーズ構成 - 大和屋暁[3]
- キャラクターデザイン原案 - 鈴平ひろ[3]
- キャラクターデザイン・総作画監督 - 牧内ももこ[3]
- デザインワークス - 伊藤浩二
- 美術監督 - 吉原一輔[3]
- 色彩設計 - 原田幸子[3]
- 撮影監督 - 樋口哲治[3]
- 編集 - 中川綾子[3]
- 音楽 - 亀山耕一郎[3]
- 音楽監督 - 児玉隆[3]
- 音響監督 - 岩浪美和[3]
- アニメーションプロデューサー - 丸山俊平
- プロデューサー - 高橋優
- アニメーション制作 - カラク[3]
- 製作 - アニプレックス[3]

### 主題歌
オープニングテーマ「Dual」
作詞・歌 - YeLLOW Generation / 作曲 - 渡辺和紀 / 編曲 - 小西康陽
- 最終話はエンディングで使用

エンディングテーマ「energy」
作詞・作曲 - cAnON. / 編曲 - Kenz / 歌 - 井上麻里奈
挿入歌「Way」
作詞・作曲 - cAnON. / 編曲 - Kenz / 歌 - 井上麻里奈

### 各話リスト
| 話数 | サブタイトル           | 脚本       | 絵コンテ       | 演出            | 作画監督                 |
| ---- | ---------------------- | ---------- | -------------- | --------------- | ------------------------ |
| 1    | 100億ドルの女          | 大和屋暁   | タカマツシンジ | 菱川直樹        | 梁光錫                   |
| 2    | キーワードはトマト     | 大和屋暁   | 川口敬一郎     | 鏑木ひろ        | 鳴海聖子                 |
| 3    | トリプル・トラブル     | 高橋ナツコ | 藤本義孝       | 水本葉月        | 飯飼一幸                 |
| 4    | 驚愕のフリープログラム | 横手美智子 | 中村憲由       | 腰繁男          | 三浦辰夫                 |
| 5    | 一人でデート           | 大和屋暁   | 藤本義孝       | 岡嶋国敏        | 亀田義明                 |
| 6    | チェンジ!              | 中瀬理香   | 川口敬一郎     | 鏑木ひろ        | 鳴海聖子                 |
| 7    | 氷上のウェイトレス     | 高橋ナツコ | 山田浩之       | 水本葉月        | 飯飼一幸                 |
| 8    | マスコミ戦争           | 横手美智子 | 藤本義孝       | 腰繁男 櫛引康史 | 三浦辰夫                 |
| 9    | トライアングル・ラブ   | 中瀬理香   | 山田浩之       | 岡嶋国敏        | 亀田義明                 |
| 10   | タイムリミット         | 大和屋暁   | 藤本義孝       | 腰繁男          | Kim Gin Young 佐久間康子 |
| 11   | キス・アンド・クライ   | 高橋ナツコ | 山田浩之       | 宮田亮          | 飯飼一幸                 |
| 12   | シンデレラ             | 大和屋暁   | -              | Alan Smi Thee   | 牧内ももこ               |

### DVD
| 巻 | 発売日         | 収録話          | 規格品番  |
| -- | -------------- | --------------- | --------- |
| 1  | 2006年7月26日  | 第1話 - 第2話   | ANSB-1901 |
| 2  | 2006年8月23日  | 第3話 - 第4話   | ANSB-1902 |
| 3  | 2006年9月27日  | 第5話 - 第6話   | ANSB-1903 |
| 4  | 2006年10月25日 | 第7話 - 第8話   | ANSB-1904 |
| 5  | 2006年11月22日 | 第9話 - 第10話  | ANSB-1905 |
| 6  | 2006年12月20日 | 第11話 - 第12話 | ANSB-1906 |

### ラジオ番組
アニラジ『銀盤カレイドスコープ』は2005年10月から2006年2月のトリノオリンピック開幕翌日までラジオ大阪他にて『アニプレックスアワー』内で放送。パーソナリティは川澄綾子（桜野タズサ役）、吉野裕行（ピート・パンプス役）。
コーナーとしては、設問に対して二人の答えが一致しなければ、吉野の椅子がトリプル・アクセル（回転）するという「二人は一心同体」（毎週）と、リスナーのハガキを募集する2つのコーナー「滑り具合研究所」（寒い（滑る）セリフを募集する）・「こんな幽霊、勘弁して!（タイトル通り、「こういう幽霊がいたら困る（≠怖い）」というネタを募集する）が行われていた（2005年10月から12月までの15分放送時には隔週交代）。また、30分放送時には全く関係のない単語を作品に結びつける会話を行う「華麗にコンビネーション」というコーナーがあった。
放送局
ラジオ大阪
2005年10月2日 日曜日24時45分-25時00分
2005年10月9日－12月25日 毎週日曜日23時15分23時30分
2006年1月1日－2月12日 毎週日曜日23時00分-23時30分
NACK5
2005年10月2日－12月25日 毎週日曜日22時45分-23時00分
2006年1月1日－2月12日 毎週日曜日22時30分-23時00分

## ゲーム
- 銀盤カレイドスコープ　携帯ゲーム 株式会社タイトー

フィーチャーフォン用に配信されている制作タイトーによるゲームアプリ。ボーダフォンライブ!版が2005年11月16日配信、EZweb版が同年12月1日配信、iアプリ（FOMA902i）版が2006年2月20日配信、Yahoo!ケータイ版も配信されている。アドベンチャーパートのあるリズムゲームで登場キャラ・衣装・楽曲が選択でき、モデリングは3D（アドベンチャーパートは立ち絵が用意されている）。